# Herbert Nebe
Herbert Nebe (Lipsia, 11 maggio 1899 – Gotha, 13 ottobre 1985) è stato un ciclista su strada tedesco.
Professionista dal 1925 al 1930, fu medaglia d'argento ai Campionati del mondo del 1928 a Budapest.

## Carriera
Passato a gareggiare fra i professionisti nel 1925 come indipendente, ottenne subito diversi piazzamenti, fu infatti terzo nella Berlino-Cottbus-Berlino, quarto nel campionato nazionale e nono nella Rund um Köln.
Nel 1927 vinse una corsa, il Giro di Dresda, e fu convocato dalla nazionale tedesca per partecipare alla prima edizione dei campionati mondiali per professionisti. Nonostante la prova si corresse sul circuito casalingo del Nürburgring, la squadra tedesca così come tutte le altre nazionali, non poté nulla contro la nazionale italiana che piazzò quattro corridori ai primi quattro posti con Alfredo Binda vincitore. Nebe concluse decimo, dietro al connazionale Bruno Wolke, insieme all'altro tedesco Felix Manthey a oltre venti minuti dal vincitore.
Nel 1928 ottenne diversi risultati, due vittorie, fra cui la Berlino-Cottbus-Berlino, e altri piazzamenti, quali i terzi posti nel criterium di Hannover e nella Rund um die Hainleite-Erfurt e i secondi posti nei campionati tedeschi e mondiali.
In particolare nel 1928 il campionato del mondo si svolgeva a Budapest ed erano presenti solo tre corridori per nazione dato che fu imposto un regolamento che restringeva il numero di ciclisti per le singole squadre nazionali. Favoriti ancora una volta erano gli italiani che presentavano Binda, Costante Girardengo Gaetano Belloni, ma i tre ciclisti azzurri finirono per annullarsi vicendevolmente, lasciando via libera alle altre nazioni. A vincere fu il belga Georges Ronsse, con quasi venti minuti di vantaggio su Nebe che riuscì a battere nella volata a due il connazionale e capitano Bruno Wolke.
Nel 1929 corse ancora per la Daiamont, ma iniziò un contenzioso con la propria squadra che si risolse solo dopo una sentenza e una liquidazione ottenuta da Nebe. La sua ultima stagione fu nel 1930, corsa senza ottenere particolari risultati, anche se partecipò al Tour de France dove si ritirò nel corso della diciannovesima tappa.

## Palmarès
- 1927 (Diamant, una vittoria)

Dresden Rundfarht
- 1928 (Diamant, due vittorie)

Berlino-Cottbus-Berlino
Bayerische Rundfahrt

## Piazzamenti

### Grandi Giri
- Tour de France

1930: ritirato (19ª tappa)

### Competizioni mondiali
- Campionati del mondo

Nürburgring 1927 - In linea: 10º
Budapest 1928 - In linea: 2º